# كريستيان بالارد
كريستيان بالارد (بالإنجليزية: Christian Ballard)‏ هو لاعب كرة قدم أمريكية أمريكي، ولد في 3 يناير 1989 في نيوبورت نيوز في الولايات المتحدة.

## وصلات خارجية
- كريستيان بالارد على موقع إي إس بي إن.كوم (أن.أف.أل)3
- كريستيان بالارد على موقع مرجع كرة القدم المحترفة.كوم (الإنجليزية)